# Ian Anderson
Ian Scott Anderson MBE, född 10 augusti 1947 i Dunfermline, Skottland, är en brittisk (skotsk) sångare, gitarrist och flöjtist. Mest känd är han som ledare i rockbandet Jethro Tull. Som låtskrivare och ledare i Jethro Tull är han till stor del hjärnan bakom album som Aqualung och Thick as a Brick. Hans sånger är ofta cyniska där en vass samhällskritik förmedlas. Parallellt med Jethro Tull har han även gett ut några album som soloartist. Thick As A Brick 2 utgör en fortsättning på Thick As A Brick där huvudpersonen Gerald Bostocks möjliga liv som vuxen skildras i sånger som "Banker bets, banker wins" och "Old school song".

## Diskografi, solo
Studioalbum
- 1983 – Walk into Light
- 1995 – Divinities: Twelve Dances with God
- 2000 – The Secret Language of Birds
- 2003 – Rupi's Dance
- 2012 – TAAB2 (Thick as a Brick 2)
- 2014 – Homo Erraticus
- 2017 – Jethro Tull - The String Quartets (med John O'Hara & the Carducci String Quartet)

Livealbum
- 2005 – Ian Anderson Plays the Orchestral Jethro Tull
- 2014 – Thick as a Brick - Live in Iceland